# Juan Joya Cordero
Juan Joya Cordero (Lima, 25 de febrer de 1934 - Lima, 29 de març de 2007) fou un futbolista peruà de la dècada de 1950.
Va formar part de l'equip peruà Copa Amèrica de 1957 i 1959. Formà part de l'equip que guanyà Anglaterra per 4 a 1 a Lima.
Pel que fa a clubs, defensà els colors de Alianza Lima, River Plate i CA Peñarol, on guanyà sis lligues, dues copes Libertadores i dues copes Intercontinentals.